# ایستگاه موتوسومیوشی
ایستگاه موتوسومیوشی (به لاتین: Motosumiyoshi Station) یک ایستگاه قطار در ژاپن است که در کیتسوکی واقع شده‌است.